# A Fazenda 5
A Fazenda 5 foi a quinta temporada do reality show brasileiro A Fazenda, que traz pessoas famosas convivendo em um ambiente rural em uma disputa por um prêmio de dois milhões de reais. O programa teve sua estreia no dia 29 de maio de 2012. Novamente, o reality show contou com a apresentação do jornalista e apresentador Britto Júnior, além de reportagens nas ruas com Chris Couto e Celso Cavallini.
A vencedora da temporada foi a modelo e atriz Viviane Araújo, que enfrentou o também ator Felipe Folgosi e a performer e jornalista Léo Áquilla na final do programa. Viviane recebeu 2 milhões de reais e Felipe foi premiado com um carro por seu segundo lugar.

## Formato
A quinta edição trouxe 16 participantes, um a mais que o total da edição anterior.
A Roça passou a ser formada por três peões: um indicado pelo fazendeiro, um indicado pelos outros peões na votação e outro de forma variável de acordo com a semana. A definição do Fazendeiro se manteve de forma similar à da quarta edição, com os roceiros disputando a liberdade da Roça em uma prova que lhes garantiria tal cargo.
- Fazendeiro da Semana: Em A Fazenda 5, a "Casa da Roça" é extinta, e abre-se lugar para uma nova moradia, "O Celeiro". Durante a primeira semana, por meio de uma prova, foram indicados 6 participantes, mas 3 participantes conseguiram escapar de serem eliminados. Quando restaram apenas 3 participantes, houve uma votação para decidir quem ficaria de vez na Roça. Os outros 2 participantes disputaram em uma prova uma vaga na Sede, e o que perdeu, ficou na Roça correndo o perigo da eliminação.[4] Depois dessa semana, o sistema de votação voltou ao normal.
- Desafio Semanal: Foi extinto nesta temporada, sendo substituído pela Prova da Chave.
- Celeiro: O Celeiro foi introduzido nesta temporada. É o depósito de materiais que os peões usam para cuidar dos bichos, mas também é onde alguns peões que perderam o direito de ficar na sede passam os dias. No local, os participantes dormem em esteiras de palha, usam fogão a lenha, fazem uma atividade extra por semana (limpam o lago, fazem um minhocario...)
- Prova da Chave: A Prova da Chave dá o direito a um competidor de ser o guardião de uma arca, dentro dessa arca pode existir um, dois, três ou até mais envelopes, a cor do envelope geralmente é marrom, no entanto pode ser de outras cores para dar importância ao seu valor. Os envelopes podem trazer benefícios ou malefícios na dinâmica do jogo, além de prêmios como carro e dinheiro. Foi nesta temporada que os participantes começaram a competir na Prova da Chave. O vencedor tinha o poder de mandar algumas pessoas para o Celeiro. O número de participantes excluídos variava a cada desafio, de acordo com poder guardado pela chave.

## Transmissão
Este ano, a atração contou novamente com o sistema de transmissão 24 horas grátis, via Internet, no Portal R7. O programa foi transmitido em alta definição, sendo assim o primeiro reality show da televisão brasileira a usar esta tecnologia.
Na terceira semana do confinamento, a transmissão via internet foi paralisada por conta do ex-participante polêmico Théo Becker, que visitou a sede.

## Participantes

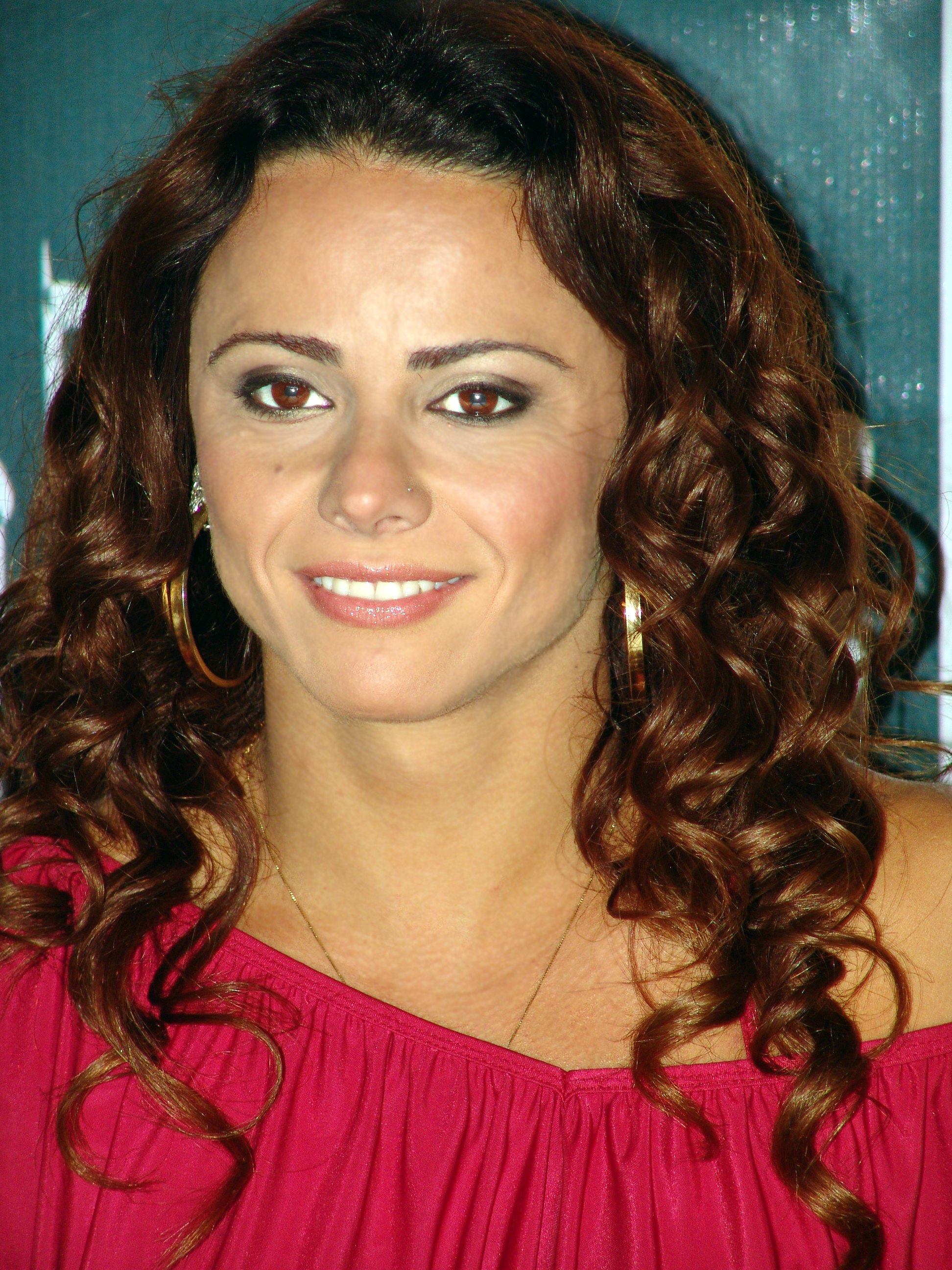
Viviane Araújo, vencedora da quinta temporada.

Abaixo a lista dos participantes desta edição, com as ocupações listadas pelo site oficial do programa e com as respectivas idades durante o início das gravações.
| Participante                                    | Profissão              | Resultado                             |
| ----------------------------------------------- | ---------------------- | ------------------------------------- |
| Viviane Araújo 37 anos, Rio de Janeiro - RJ     | Modelo e atriz         | Vencedora em 29 de agosto de 2012     |
| Felipe Folgosi 38 anos, São Paulo - SP          | Ator                   | 2º lugar em 29 de agosto de 2012      |
| Leo Áquilla 41 anos, Teófilo Otoni - MG         | Performer              | 3º lugar em 29 de agosto de 2012      |
| Nicole Bahls 26 anos, Londrina - PR             | Modelo                 | 12ª eliminada em 26 de agosto de 2012 |
| Robertha Portella 26 anos, Rio de Janeiro - RJ  | Bailarina              | 11ª eliminada em 23 de agosto de 2012 |
| Simone Sampaio 34 anos, Carlos Chagas - MG      | Assistente de palco    | 10ª eliminada em 16 de agosto de 2012 |
| Vavá 38 anos, Santos - SP                       | Cantor e compositor    | 9º eliminado em 9 de agosto de 2012   |
| Penélope Nova 38 anos, Salvador - BA            | Apresentadora          | 8ª eliminada em 2 de agosto de 2012   |
| Diego Pombo 26 anos, Salvador - BA              | Árbitro de futebol     | 7º eliminado em 26 de julho de 2012   |
| Ângela Bismarchi 45 anos, Rio de Janeiro - RJ   | Personalidade da mídia | 6ª eliminada em 19 de julho de 2012   |
| Gretchen 53 anos, Rio de Janeiro - RJ           | Cantora                | Desistente em 7 de julho de 2012      |
| Rodrigo Capella 30 anos, Rio de Janeiro - RJ    | Humorista              | 5º eliminado em 5 de julho de 2012    |
| Shayene Cesário 25 anos, Rio de Janeiro - RJ    | Musa do Carnaval       | 4ª eliminada em 28 de junho de 2012   |
| Sylvinho Blau-Blau 53 anos, Rio de Janeiro - RJ | Cantor e compositor    | 3º eliminado em 21 de junho de 2012   |
| Gustavo Salyer 36 anos, Rio de Janeiro - RJ     | Modelo                 | 2º eliminado em 14 de junho de 2012   |
| Lui Mendes 41 anos, Rio de Janeiro - RJ         | Ator                   | 1º eliminado em 7 de junho de 2012    |

## Histórico
| Fazendeiro da Semana  | Fazendeiro da Semana  | (nenhum)                                       | Sylvinho                                 | Diego                      | Nicole                    | Robertha                       | Vavá                            | Diego                     | Simone                       | Léo                        | Robertha                    | Léo                         | Nicole                     | (nenhum)                  | (nenhum)                         |    |  |  |  |  |
| Poder da Chave        | Poder da Chave        | (nenhum)                                       | Felipe                                   | Felipe                     | Vavá                      | Rodrigo                        | Felipe                          | Penélope                  | Viviane                      | Simone                     | Felipe                      | Felipe                      | Viviane                    | (nenhum)                  | (nenhum)                         |    |  |  |  |  |
| Excluídos             | Excluídos             | Gretchen Gustavo Lui Penélope Sylvinho Viviane | Léo Nicole Robertha Rodrigo Shayene Vavá | Léo Rodrigo Sylvinho Vavá  | Ângela Diego Viviane      | Ângela Gretchen Nicole Viviane | Nicole Penélope Robertha Simone | Ângela Léo Vavá           | Diego Felipe Nicole Penélope | Vavá Nicole Penélope       | Léo Simone                  | Léo Nicole Robertha Viviane | (nenhum)                   | Felipe Nicole Viviane     | (nenhum)                         |    |  |  |  |  |
| Indicado (Fazendeiro) | Indicado (Fazendeiro) | (nenhum)                                       | Gustavo                                  | Felipe                     | Robertha                  | Vavá                           | Robertha                        | Simone                    | Diego                        | Penélope                   | Nicole                      | Felipe                      | (nenhum)                   | (nenhum)                  | (nenhum)                         |    |  |  |  |  |
| Indicado (Peões)      | Indicado (Peões)      | Lui                                            | Diego                                    | Nicole                     | Shayene                   | Simone                         | Viviane                         | Viviane                   | Vavá                         | Nicole                     | Vavá                        | Nicole                      | (nenhum)                   | (nenhum)                  | (nenhum)                         |    |  |  |  |  |
| Indicado (Outros)     | Indicado (Outros)     | Viviane                                        | Simone                                   | Sylvinho                   | Felipe                    | Rodrigo                        | Diego                           | Ângela                    | Léo                          | Robertha                   | Léo                         | Simone                      | Léo Robertha Viviane       | Nicole Viviane            | (nenhum)                         |    |  |  |  |  |
|                       |                       |                                                |                                          |                            |                           |                                |                                 |                           |                              |                            |                             |                             |                            |                           |                                  |    |  |  |  |  |
|                       | Viviane               | Vetada                                         | Diego                                    | Nicole                     | Vetada                    | Vetada                         | Nicole                          | Nicole                    | Nicole                       | Nicole                     | Vavá                        | Nicole                      | Roça                       | Roça                      | Vencedora (Dia 93)               | 11 |  |  |  |  |
|                       | Felipe                | Lui                                            | Diego                                    | Sylvinho                   | Diego                     | Diego                          | Diego                           | Vavá                      | Vavá                         | Vavá                       | Vavá                        | Robertha                    | Salvo                      | Salvo                     | 2º lugar (Dia 93)                | 6  |  |  |  |  |
|                       | Léo                   | Lui                                            | Diego                                    | Nicole                     | Gretchen                  | Felipe                         | Diego                           | Felipe                    | Nicole                       | Nicole                     | Felipe                      | Fazendeira                  | Roça                       | Imune                     | 3º lugar (Dia 93)                | 4  |  |  |  |  |
|                       | Nicole                | Viviane                                        | Simone                                   | Shayene                    | Shayene                   | Vetada                         | Viviane                         | Viviane                   | Léo                          | Robertha                   | Viviane                     | Robertha                    | Fazendeira                 | Roça                      | Eliminada (Dia 90)               | 18 |  |  |  |  |
|                       | Robertha              | Sylvinho                                       | Viviane                                  | Nicole                     | Gretchen                  | Fazendeira                     | Nicole                          | Vavá                      | Vavá                         | Nicole                     | Fazendeira                  | Nicole                      | Roça                       | Eliminada (Dia 87)        | Eliminada (Dia 87)               | 7  |  |  |  |  |
|                       | Simone                | Sylvinho                                       | Diego                                    | Nicole                     | Shayene                   | Diego                          | Penélope                        | Nicole                    | Vavá                         | Vavá                       | Vavá                        | Nicole                      | Eliminada (Dia 80)         | Eliminada (Dia 80)        | Eliminada (Dia 80)               | 9  |  |  |  |  |
|                       | Vavá                  | Lui                                            | Gretchen                                 | Shayene                    | Gretchen                  | Simone                         | Viviane                         | Felipe                    | Robertha                     | Simone                     | Viviane                     | Eliminado (Dia 73)          | Eliminado (Dia 73)         | Eliminado (Dia 73)        | Eliminado (Dia 73)               | 11 |  |  |  |  |
|                       | Penélope              | Lui                                            | Diego                                    | Shayene                    | Shayene                   | Simone                         | Viviane                         | Viviane                   | Robertha                     | Simone                     | Eliminada (Dia 66)          | Eliminada (Dia 66)          | Eliminada (Dia 66)         | Eliminada (Dia 66)        | Eliminada (Dia 66)               | 6  |  |  |  |  |
|                       | Diego                 | Viviane                                        | Ângela                                   | Fazendeiro                 | Vetado                    | Simone                         | Léo                             | Viviane                   | Léo                          | Eliminado (Dia 59)         | Eliminado (Dia 59)          | Eliminado (Dia 59)          | Eliminado (Dia 59)         | Eliminado (Dia 59)        | Eliminado (Dia 59)               | 15 |  |  |  |  |
|                       | Ângela                | Lui                                            | Diego                                    | Rodrigo                    | Penélope                  | Vetada                         | Penélope                        | Penélope                  | Eliminada (Dia 52)           | Eliminada (Dia 52)         | Eliminada (Dia 52)          | Eliminada (Dia 52)          | Eliminada (Dia 52)         | Eliminada (Dia 52)        | Eliminada (Dia 52)               | 4  |  |  |  |  |
|                       | Gretchen              | Lui                                            | Diego                                    | Rodrigo                    | Penélope                  | Vetada                         | Desistente (Dia 40)             | Desistente (Dia 40)       | Desistente (Dia 40)          | Desistente (Dia 40)        | Desistente (Dia 40)         | Desistente (Dia 40)         | Desistente (Dia 40)        | Desistente (Dia 40)       | Desistente (Dia 40)              | 4  |  |  |  |  |
|                       | Rodrigo               | Lui                                            | Ângela                                   | Nicole                     | Shayene                   | Simone                         | Eliminado (Dia 38)              | Eliminado (Dia 38)        | Eliminado (Dia 38)           | Eliminado (Dia 38)         | Eliminado (Dia 38)          | Eliminado (Dia 38)          | Eliminado (Dia 38)         | Eliminado (Dia 38)        | Eliminado (Dia 38)               | 3  |  |  |  |  |
|                       | Shayene               | Lui                                            | Felipe                                   | Rodrigo                    | Diego                     | Eliminada (Dia 31)             | Eliminada (Dia 31)              | Eliminada (Dia 31)        | Eliminada (Dia 31)           | Eliminada (Dia 31)         | Eliminada (Dia 31)          | Eliminada (Dia 31)          | Eliminada (Dia 31)         | Eliminada (Dia 31)        | Eliminada (Dia 31)               | 7  |  |  |  |  |
|                       | Sylvinho              | Vetado                                         | Fazendeiro                               | Simone                     | Eliminado (Dia 24)        | Eliminado (Dia 24)             | Eliminado (Dia 24)              | Eliminado (Dia 24)        | Eliminado (Dia 24)           | Eliminado (Dia 24)         | Eliminado (Dia 24)          | Eliminado (Dia 24)          | Eliminado (Dia 24)         | Eliminado (Dia 24)        | Eliminado (Dia 24)               | 3  |  |  |  |  |
|                       | Gustavo               | Lui                                            | Ângela                                   | Eliminado (Dia 17)         | Eliminado (Dia 17)        | Eliminado (Dia 17)             | Eliminado (Dia 17)              | Eliminado (Dia 17)        | Eliminado (Dia 17)           | Eliminado (Dia 17)         | Eliminado (Dia 17)          | Eliminado (Dia 17)          | Eliminado (Dia 17)         | Eliminado (Dia 17)        | Eliminado (Dia 17)               | 1  |  |  |  |  |
|                       | Lui                   | Vetado                                         | Eliminado (Dia 10)                       | Eliminado (Dia 10)         | Eliminado (Dia 10)        | Eliminado (Dia 10)             | Eliminado (Dia 10)              | Eliminado (Dia 10)        | Eliminado (Dia 10)           | Eliminado (Dia 10)         | Eliminado (Dia 10)          | Eliminado (Dia 10)          | Eliminado (Dia 10)         | Eliminado (Dia 10)        | Eliminado (Dia 10)               | 9  |  |  |  |  |
|                       |                       |                                                |                                          |                            |                           |                                |                                 |                           |                              |                            |                             |                             |                            |                           |                                  |    |  |  |  |  |
| Notas                 | Notas                 | [1][2]                                         | [3][4]                                   | [5][6]                     | [7][8]                    | [9][10][11][12]                | [13][14][15][16]                | [17][18]                  | [19][20]                     | [21][22][23]               | [24]                        | [25]                        | [26]                       | [27]                      | [28]                             |    |  |  |  |  |
| Pré-Roça              | Pré-Roça              | Lui Sylvinho Viviane                           | Diego Gustavo Simone                     | Felipe Nicole Sylvinho     | Felipe Robertha Shayene   | Rodrigo Simone Vavá            | Diego Robertha Viviane          | Ângela Simone Viviane     | Diego Léo Vavá               | Nicole Penélope Robertha   | Léo Nicole Vavá             | Felipe Nicole Simone        | Léo Robertha Viviane       | Felipe Nicole Viviane     | (nenhum)                         |    |  |  |  |  |
| Salvo                 | Salvo                 | Sylvinho                                       | Diego                                    | Nicole                     | Robertha                  | Vavá                           | (nenhum)                        | Simone                    | Léo                          | Robertha                   | Léo                         | Nicole                      | Léo                        | Felipe                    | (nenhum)                         |    |  |  |  |  |
| Roça                  | Roça                  | Lui Viviane                                    | Gustavo Simone                           | Felipe Sylvinho            | Felipe Shayene            | Rodrigo Simone                 | (nenhum)                        | Ângela Viviane            | Diego Vavá                   | Nicole Penélope            | Nicole Vavá                 | Felipe Simone               | Robertha Viviane           | Nicole Viviane            | Felipe Léo Viviane               |    |  |  |  |  |
| Desistente            | Desistente            | (nenhum)                                       | (nenhum)                                 | (nenhum)                   | (nenhum)                  | (nenhum)                       | Gretchen                        | (nenhum)                  | (nenhum)                     | (nenhum)                   | (nenhum)                    | (nenhum)                    | (nenhum)                   | (nenhum)                  | (nenhum)                         |    |  |  |  |  |
| Eliminado             | Eliminado             | Lui 91% para eliminar                          | Gustavo 69% para eliminar                | Sylvinho 81% para eliminar | Shayene 61% para eliminar | Rodrigo 62% para eliminar      | Roça anulada sem eliminação     | Ângela 87% para eliminar  | Diego 54% para eliminar      | Penélope 68% para eliminar | Vavá 50,41% para eliminar   | Simone 74% para eliminar    | Robertha 84% para eliminar | Nicole 69% para eliminar  | Léo Não divulgado para vencer    |    |  |  |  |  |
| Eliminado             | Eliminado             | Lui 91% para eliminar                          | Gustavo 69% para eliminar                | Sylvinho 81% para eliminar | Shayene 61% para eliminar | Rodrigo 62% para eliminar      | Roça anulada sem eliminação     | Ângela 87% para eliminar  | Diego 54% para eliminar      | Penélope 68% para eliminar | Vavá 50,41% para eliminar   | Simone 74% para eliminar    | Robertha 84% para eliminar | Nicole 69% para eliminar  | Felipe Não divulgado para vencer |    |  |  |  |  |
| Outras %              | Outras %              | Viviane 9% para eliminar                       | Simone 31% para eliminar                 | Felipe 19% para eliminar   | Felipe 39% para eliminar  | Simone 38% para eliminar       | Roça anulada sem eliminação     | Viviane 13% para eliminar | Vavá 46% para eliminar       | Nicole 32% para eliminar   | Nicole 49,59% para eliminar | Felipe 26% para eliminar    | Viviane 16% para eliminar  | Viviane 31% para eliminar | Viviane 84% para vencer          |    |  |  |  |  |

### Legendas
|  | Começou no Celeiro |  | Começou na Sede |  | Imune |  | Vetado(a) |

## Classificação geral
| Pos. | Participante       | Meio de indicação         | % para eliminar | Eliminado em |
| ---- | ------------------ | ------------------------- | --------------- | ------------ |
| 1    | Viviane Araújo     | Finalista                 | 84%             | —            |
| 2    | Felipe Folgosi     | Finalista                 | Não divulgado   | —            |
| 3    | Léo Áquilla        | Finalista                 | Não divulgado   | —            |
| 4    | Nicole Bahls       | Prova do Finalista        | 69%             | Semana 13    |
| 5    | Robertha Portella  | Poder da Chave (Viviane)  | 84%             | Semana 12    |
| 6    | Simone Sampaio     | Poder da Chave (Felipe)   | 74%             | Semana 11    |
| 7    | Vavá               | Peões (3 votos)           | 50,41%          | Semana 10    |
| 8    | Penélope Nova      | Fazendeira (Léo)          | 68%             | Semana 9     |
| 9    | Diego Pombo        | Fazendeira (Simone)       | 54%             | Semana 8     |
| 10   | Ângela Bismarchi   | Poder da Chave (Penélope) | 87%             | Semana 7     |
| 11   | Gretchen           | Desistente                | Desistente      | Semana 6     |
| 12   | Rodrigo Capella    | Resta-Um                  | 62%             | Semana 5     |
| 13   | Shayene Cesário    | Peões (3 votos)           | 61%             | Semana 4     |
| 14   | Sylvinho Blau-Blau | Poder da Chave (Felipe)   | 81%             | Semana 3     |
| 15   | Gustavo Salyer     | Fazendeiro (Sylvinho)     | 69%             | Semana 2     |
| 16   | Lui Mendes         | Peões (9 votos)           | 91%             | Semana 1     |